# 栗川镇
栗川镇，是中华人民共和国甘肃省陇南市徽县下辖的一个乡镇级行政单位。
2016年，甘肃省民政厅批复同意撤销栗川乡，设立栗川镇。

## 行政区划
栗川镇下辖以下地区：
郇庄村、阎庄村、范寺村、田庄村、云坝村、高坝村、吴湾村、栗亭村、邢庄村、耿寺村、石沟村、李山村、范山村和龙洞村。